# Петрухін Олександр Трохимович
Олександр Трохимович Петрухін (1899, тепер Донецька область — ?) — радянський діяч, директор Камиш-Бурунського залізорудного комбінату міста Керчі Кримської області. Депутат Верховної Ради РРФСР 2—3-го скликань. Депутат Верховної Ради УРСР 4-го скликання.

## Біографія
Народився у родині шахтаря на Донбасі. Трудову діяльність розпочав у дванадцятирічному віці в механічних майстернях Франко-Російського товариства на станції Ханжонкове (тепер — у складі міста Макіївки Донецької області).
Служив у Червоній армії, учасник громадянської війни в Росії.
Член РКП(б) з 1924 року.
Здобув вищу освіту, перебував на партійній роботі. Потім керував будівництвом Макіївського металургійного заводу, очолював будівельний трест, який будував металургійні підприємства Донбасу і Дніпропетровщини.
У 1937—1941 роках — директор Камиш-Бурунського залізорудного комбінату міста Керчі Кримської АРСР.
Під час німецько-радянської війни у 1941 році очолював ополчення Орджонікідзевського району міста Керчі, потім перебував у евакуації. Працював начальником Головного управління капітального будівництва Народного комісаріату чорної металургії СРСР, керував роботою Гороблагодатських рудників Свердловської області РРФСР.
З 1945 року — директор Камиш-Бурунського залізорудного комбінату імені Серго Орджонікідзе міста Керчі Кримської області.
З кінця 1950-х років — на пенсії у місті Керчі.

## Нагороди та відзнаки
- орден Леніна (19.07.1958)
- орден Трудового Червоного Прапора
- орден «Знак Пошани»
- медаль «За трудову доблесть»
- медаль «За доблесну працю у Великій Вітчизняній війні 1941—1945 років»
- медалі